# فريدريك ويليام يونغ
فريدريك ويليام يونغ (بالإنجليزية: Frederick William Young)‏ هو دبلوماسي ومحامي ومسير أعمال وسياسي بريطاني وأسترالي (وحمل سابقاً جنسية المملكة المتحدة لبريطانيا العظمى وأيرلندا)، ولد في 5 يناير 1876 في أستراليا، وتوفي في 26 أغسطس 1948 في المملكة المتحدة. حزبياً، نشط في حزب المحافظين وNational Defence League (Australia) ‏ وFarmers and Producers Political Union ‏ وLiberal Union (South Australia) ‏.

## مناصب
- انتخب Minister of Lands ‏ (17 فبراير 1912 – 19 نوفمبر 1914).
- انتخب عضو مجلس النواب جنوب أستراليا من الجمعية عن دائرة Electoral district of Wooroora [الإنجليزية]‏ وقد انضم خلال فترته النيابية (13 فبراير 1909 – 26 مارس 1915) للكتلة البرلمانية Farmers and Producers Political Union [الإنجليزية]‏.
- انتخب Agent-General for South Australia ‏ (1915 – 1918).
- في الانتخابات العمومية البريطانية 1918 [الإنجليزية]‏، انتخب عضو برلمان المملكة المتحدة الـ31 عن دائرة Swindon (UK Parliament constituency) [الإنجليزية]‏ (14 ديسمبر 1918 – 26 أكتوبر 1922).
- انتخب عضو مجلس النواب جنوب أستراليا من الجمعية عن دائرة Electoral district of Stanley (South Australia) [الإنجليزية]‏ وقد انضم خلال فترته النيابية (3 مايو 1902 – 26 مايو 1905) للكتلة البرلمانية National Defence League (Australia) [الإنجليزية]‏.